# یک عهد با خدا
یک عهد با خدا (انگلیسی: A Pledge to God؛ کره‌ای: 신과의 약속) یک مجموعه تلویزیونی کره جنوبی سال ۲۰۱۸ با بازی هان چه یونگ، به سو بین، اوه یون آه و لی چون هی است. این مجموعه از ۲۴ نوامبر ۲۰۱۸ تا ۱۶ فوریه ۲۰۱۹ شنبه‌ها چهار قسمت در روز، از ساعت ۲۰:۴۵ تا ۲۳:۱۰ (کی‌اس‌تی) از ام‌بی‌سی پخش شد.